# Бідність в австрійській Галичині

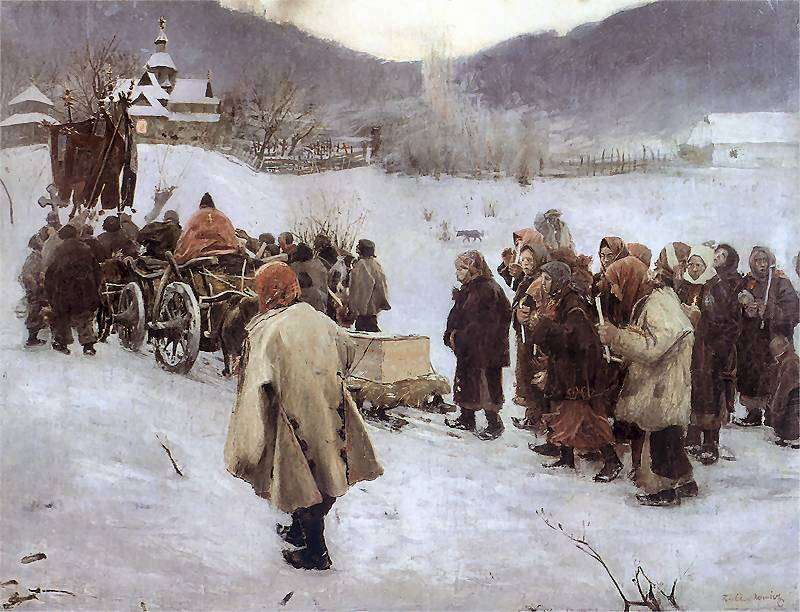
Гуцульські похорони, Теодор Аксентович, 1882 р.

Бідність в австрійській Галичині була надзвичайною, особливо наприкінці XIX століття. Причинами цього були низький інтерес до реформ з боку великих землевласників та австрійського уряду; зростання кількості населення, що призвело до дрібних селянських наділів; недостатній рівень освіти; примітивна агротехніка; хронічне недоїдання; голоди; хвороби, що знижують продуктивність праці.
Бідність у провінції була настільки поширена, що вираз «галицькі злидні» (nędza galicyjska) або «галицька бідність» (bieda galicyjska) став прислів'ям, а поляки часто глузливо спотворювали назву провінції Галичина та Лодомерія до «Голиця та Глодомерія» («Golicja i Głodomeria») що включає гру польських слів, відповідно, «голий» і «голодний». Бідність і регулярний голод у цьому регіоні часто порівнювали з Великим голодом у Британській Ірландії.

## Причини і сприятливі фактори

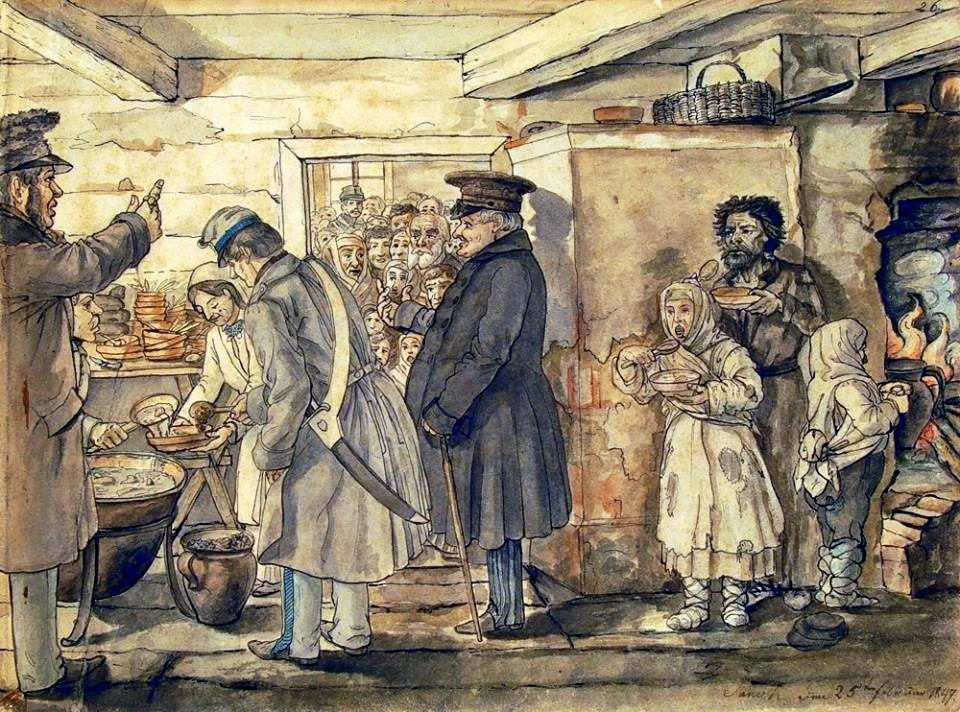
Роздача їжі в Сяноку, Ян Гнєвош, 1847

Австро-Угорщині не вдалося створити транспортні мережі, необхідні для розвитку промисловості та ринків по всій імперії. На відміну від імперської Німеччини, Габсбурги вороже ставилися до ідеї побудови залізничних систем у провінціях і залишалися зацикленими на власній метрополії. Усю австрійську Богемію протягом 1860-х років обслуговувала лише одна лінія. Імператор Франциск виступив проти подальшого будівництва, «щоб не прийшла революція в країну». До 1881 року в Австро-Угорщині залізниці перебували у приватній власності і лише поступово були придбані державою до початку Першої світової війни. Віденські банки, як писав Клайв Требілкок із Кембриджа, використовували східні рівнини [Галиції] в повністю колоніальному стилі.
Нові державні кордони відрізали Галичину від багатьох традиційних торговельних шляхів і ринків польської сфери, що призвело до економічної стагнації та занепаду галицьких міст. Львів утратив статус значного торгового центру. Після короткого періоду обмежених інвестицій австрійський уряд розпочав фіскальну експлуатацію Галичини та вичерпування робочої сили з регіону шляхом призову до імперської армії. Австрійці вирішили, що Галичина має не розвиватися промислово, а залишатися сільськогосподарським районом, який слугуватиме постачальником харчових продуктів та сировини для інших провінцій Габсбургів. Було введено нові податки, інвестиції не заохочувалися, міста й селища ставали занедбаними.

### Освіта
Освіта відставала: лише 15 % селян відвідували якусь школу, а це означає, що лише небагато селян мали навички для зміни професії. Жодне велике галицьке місто (Краків чи Львів) не було центром значної промисловості, що заважало селянам здобути інші професії. Австрійський імперський уряд не виявляв інтересу до шкільної освіти та подальших реформ, таких як індустріалізація, яка порушила б систему, в якій Галичина була дешевим постачальником сільськогосподарської продукції для імперії та ринком промислових товарів низької якості. Така ситуація була вигідна уряду та землевласникам. Австрійський уряд ставився до Галичини як до колонії, яку можна розглядати як іншу країну, обкладав її високими податками та не інвестував у неї. З тої невеликої промисловості, яку мала Галичина, однією з найбільших місцевих галузей (близько третини всієї промисловості провінції) було пивоварство, що ще більше експлуатувало та збіднювало селянство. Алкоголізм був великою соціальною проблемою.
Продуктивність сільського господарства галицьких селян була однією з найнижчих у Європі через використання примітивної агротехніки, яка мало чим відрізнялася від середньовічної. Ситуацію в Північній (польській) Галичині ускладнювали відсутність доброї землі та зростання кількості населення, що призвело до неухильного зменшення розмірів окремої селянської ділянки. Понад 70 % населення Галичини жило завдяки землі. У другій половині XIX століття лише за незначного збільшення кількості орної землі (близько 7 %) сільське населення подвоїлося. У 1899 році 80 % ділянок мали площу менше ніж 5 акрів, і більшість селян не могли вирощувати на своїх ділянках достатньо їжі, щоб утримувати сім'ї. Перенаселення в Галичині було настільки серйозним, що її описували як найбільш перенаселене місце в Європі та порівнювали з Індією та Китаєм.
Звільнення кріпаків у 1848 році істотно не покращило їхнього становища, оскільки вони отримували низьку зарплату від місцевих великих землевласників (які володіли 43 % орної землі у 1848 році). Через інші зміни в законодавстві селяни також втратили доступ до багатьох лісів і пасовищ, які великі землевласники намагалися закріпити за собою.

## Результати
Через галицьку бідність галицькі селяни надто недоїдали, щоб нормально працювати, і мали слабкий імунітет до таких хвороб, як холера, тиф, віспа та сифіліс. Штаутер-Гальстед описує «замкнене коло», в якому галицькі селяни працювали «мляво, бо [їх] недостатньо годували й [не жили] краще, бо [вони] працюють надто мало». Франк цитує Шепановського: «кожен мешканець Галичини виконує одну чверть людської роботи і з'їдає половину людської їжі». Майже постійний голод у Галичині, що призвів до 50 000 смертей на рік, було описано як ендемічний. Багато селян були у великих боргах і втратили свою землю через лихварів. Більшість із них були євреями, що призвело до обурення та зростання антисемітизму.
Злидні галицьких селян висвітлювали ряд діячів, наприклад Іван Франко, і в багатьох публікаціях, як-от «Голод у Галичині» Роджера Любенського (1880). Станіс Щепановський у 1888 році опублікував працю Галицька біда в цифрах, яку досі широко цитують, і його фрази «галицькі страждання» або «галицькі злидні» (nędza galicyjska або bieda galicyjska) стали горезвісним описом Галичини, що характеризує пригнічену економіку регіону..
У відповідь на бідність і відсутність реформ багато селян вирішили емігрувати. Цей процес розпочався в 1870-х роках із кількох тисяч, потім понад 80 000 емігрували в 1880-х, близько 340 000 у 1890-х і ще більше в 1900-х. Норман Дейвіс зазначає, що від середини 1890-х до 1914 року (початок Першої світової війни) Галичину покинуло щонайменше два мільйони людей, принаймні 400 000 лише в 1913 році. Крістіане Гарціг наводить оцінку в 3 мільйони. У 1911—1914 роках мігрувати 25 % населення Галичини. Частина еміграції була місцевою, до багатших районів Галичини та сусідньої Буковини; інші переїхали до Богемії, Моравії, Сілезії або інших провінцій Австрії, Пруссії та Росії (включаючи російську Польщу). Все більша кількість емігрувала до Сполучених Штатів (Герціг зазначає, що, можливо, близько 800 000 із 3 мільйонів).

## Порівняння
Норман Дейвіс зазначив, що ситуація в Галичині, ймовірно, була більш безнадійною, ніж в Ірландії, і що Галичина, ймовірно, була «найбіднішою провінцією в Європі». Галичина справді була найбіднішою з австрійських провінцій і помітно біднішою за Західну Європу. У 1890 році продукт на душу населення, у доларах 2010 року, для Галичини становив 1947 доларів. Натомість продукт на душу населення в Австрії становив 3005 доларів, а в Богемії — 2513 доларів. Галичина була не такою бідною, як Східна Угорщина, чий продукт на душу населення становив 1824 доларів, і Хорватія-Славонія, чий продукт на душу населення у 2010 році становив 1897 доларів.
ВВП на душу населення в Галичині був майже ідентичний продукту Трансільванії, який становив 1956 доларів США в доларах 2010 року. Річний приріст Галичини з 1870 по 1910 рік становив 1,21 %, що трохи нижче середнього імперського показника в 1,5 %. У порівнянні з іншими країнами, продукт на душу населення Галичини що, в 1890 році, становив 1947 доларів США 2010 року був утричі нижчим, ніж у Сполученому Королівстві (6228 доларів) і нижчим, ніж у кожній країні північно-західної Європи. Однак він був вищим, ніж у Португалії (1789 доларів), Болгарії (1670 доларів), Греції (1550 доларів), Росії (1550 доларів) та Сербії (1295 доларів).